# Lauksburg
Die Lauksburg ist die Ruine einer kleinen Höhenburg bei der Stadt Lorch im Rheingau im Westen von Hessen.

## Geographische Lage
Die Ruine liegt im Taunus, der Laukenmühle gegenüber, im tief eingeschnittenen und waldreichen Wispertal unterhalb des hoch gelegenen Stadtteils Espenschied und zehn Kilometer nordöstlich der am Rhein gelegenen Kernstadt Lorch. Sie steht als Spornburg bei 200 m ü. NN gut 50 Meter über dem Bach Wisper und der kleinen Ansiedlung im Tal.

## Geschichte und Gegenwart
Über Geschichte und Bedeutung der Burganlage ist wenig bekannt. Vermutlich wurde die Höhenburg schon Anfang des 12. Jahrhunderts errichtet, allerdings reichen die Spekulationen über das Alter der Burg vom spätem 11. Jahrhundert bis zum späten 14. Jahrhundert. 
Als ehemaliger Besitzer wurde das Erzstift Mainz genannt. Im Jahre 1424 wurde die Lauksburg von Erzbischof Konrad III von Mainz an Kuno von Scharfenstein und Adam von Allendorf amtsweise und auf Lebenszeit verschrieben.
Nachdem die Burg 1476 als Lehen des Erzstiftes der Vogteigerichtsbarkeit derer von Waldeck unterstellt war, wurde sie bereits 1506 unter die Obhut der Ritter von Breitbach und Greiffenclau gestellt.
1508 verkaufte Dietrich von Greiffenclau die Burg wiederum an Philipp von Heuchlingen, der sie bis zu seinem Tode im Jahre 1557 bewohnte. Danach wurde sie wiederum an das Erzbistum Mainz zurückgegeben, verfiel aber dann nach und nach.
Eine urkundliche Erwähnung von 1575 bezeichnet die Burg bereits als verfallen.
Im Mittelalter war die Route aus dem nördlichen Hinterland durch das Wispertal der wichtigste Zugang zur Stadt Lorch am Rhein und somit von großer Bedeutung.
Bis heute konnte nicht eindeutig nachgewiesen werden, ob der dreistöckige Wohnturm einst durch Verteidigungsanlagen verstärkt war. Die nur leicht erhöhte Lage der Burganlage stellte wohl keine großen Hürden für Angreifer dar und somit wird davon ausgegangen, dass die Lauksburg wohl primär dem Schutz der darunter gelegenen Mühle ‚Lauksmühle‘ diente.
Die Burganlage ist fast 30 Meter lang und 15 Meter breit. Heute ist die noch etwa 10 Meter aufragende Ruine des Wohnturms, die eine Grundfläche von 7,5 × 6 Metern hat, das markanteste Merkmal der Ruine. Von der Ringmauer sind nur noch geringe Reste erhalten.
Die in Privatbesitz befindliche Burg ist stark einsturzgefährdet und kann seit Jahren nicht besichtigt werden (Stand: Oktober 2023).